# 霍叔处
霍叔处（？—？），為周朝諸侯國霍國開國君主，他為周文王的第八子，周武王的弟弟，同母兄弟十人：伯邑考、周武王、管叔鲜、周公旦、蔡叔度、曹叔振铎、郕叔武、霍叔处、卫康叔、冉季载。

## 生平
叔处是周文王的第八子，被封在霍（今山西省霍州市）。他和管叔鲜、蔡叔度并称周初三监，負責監督殷商頑軍與遺民。
周成王时，以周公旦攝政，三监對周公的專制不滿，故联合纣王之子武庚發動三监之乱，周公東征後，霍叔处被貶为庶人，周公旦命霍叔处的儿子继任霍國君主。但有一說是他並未隨管蔡一同作亂。